# Spagna&Spagna - The Greatest Hits
Spagna&Spagna - The Greatest Hits, pubblicato nel 1993 è un album-raccolta della cantante Spagna, inciso per l'etichetta Epic. Contiene il remix inedito Easy Lady (Band Of Gipsies 12" Remix).

## Tracce
1. Easy Lady (Band Of Gipsies 12" Remix) inedito
2. Call Me
3. Dance Dance Dance
4. Every Girl And Boy
5. I Wanna Be Your Wife
6. This Generation
7. Love At First Sight
8. Dedicated To The Moon
9. You're My Energy
10. Let Me (Say I Love You)
11. Me And You
12. Only Words
13. No Way Out
14. No More Words
15. Easy Lady (Original Version)